# Dubrowka (rejon biełochołunicki)
Dubrowka (ros. Зенгино) – osiedle w Rosji, w obwodzie kirowskim, w rejonie biełochołunickim. W 2010 liczyło 1491 mieszkańców.